# وارفوم
وارفوم (به هلندی: Warffum) یک منطقهٔ مسکونی در هلند است که در ایمس‌موند واقع شده‌است. وارفوم ۲٬۴۶۰ نفر جمعیت دارد.